# سانتیاگو برینونه
سانتیاگو برینونه (انگلیسی: Santiago Briñone؛ زادهٔ ۲۸ دسامبر ۱۹۹۶) بازیکن فوتبال اهل آرژانتین است.